# Gäddragfjärden
Gäddragfjärden är en fjärd i Finland. Den ligger i landskapet Nyland, i den södra delen av landet, 50 km öster om huvudstaden Helsingfors.
Gäddragfjärden avgränsas av fastlandet i väster och Sarvsalö i öster. Den ansluter till Pirlaxfjärden och Långdalsfjärden i norr och Horslökfjärden i söder.